# Marzio Magli
Marzio Magli (Firenze, 17 gennaio 1948) è un ex calciatore italiano, di ruolo attaccante.

## Biografia
È figlio di Renzo Magli, storico ex giocatore ed allenatore della Fiorentina

## Carriera
Nella stagione 1966-1967 esordisce in Serie A con la maglia della Fiorentina: in particolare, la sua prima partita in massima serie (che è anche l'unica presenza di tutta la stagione) avviene il 28 maggio 1967, all'ultima giornata di campionato, nella partita vinta per 1-0 sul campo della Roma; rimane in rosa nella formazione toscana anche per la stagione 1967-1968, nella quale pur continuando ad essere una riserva viene impiegato con maggiore regolarità: gioca infatti 4 partite di campionato e 3 partite in Coppa delle Fiere, competizione nella quale il 15 marzo 1967 segna anche il suo primo (ed unico) gol con la squadra viola, realizzando la marcatura del momentaneo 1-1 nella partita di andata del secondo turno di coppa, persa per 2-1 sul campo dei portoghesi dello Sporting Lisbona; grazie a questa rete, Magli è anche il primo giocatore della Fiorentina ad aver segnato un gol in una competizione europea subentrando dalla panchina (le sostituzioni erano infatti state introdotte proprio a partire da quella stagione).
Nell'estate del 1968 lascia la Fiorentina per trasferirsi al Mantova, club con cui nella stagione 1968-1969 disputa il campionato di Serie B, nel quale realizza 2 reti in 16 presenze; passa quindi alla Lucchese, con cui nella stagione 1969-1970 gioca nel campionato di Serie C.
Rientrato per una stagione a Firenze, senza essere mai impiegato, scende poi tra i dilettanti toscani. Gioca nel campionato di Serie D 1973-1974 con l'Unione Valdinievole senza mai andare a segno in 25 incontri e nel 1974 passa alla Pistoiese, con cui gioca 28 partite e segna un gol nel vittorioso campionato di Serie D; nella stagione successiva rimane nella squadra arancione, con cui segna 2 reti in 22 presenze nel campionato di Serie C. Nell'estate del 1976 si trasferisce all'Arezzo, con cui nella stagione 1976-1977 realizza 7 reti in 30 presenze nel campionato di Serie C.
Nella stagione 1978-1979 gioca 21 partite senza mai segnare col Montecatini (club con cui nella stagione 1977-1978 aveva giocato 24 partite nel campionato di Serie D, chiuso con un secondo posto in classifica e la promozione nella neonata Serie C2) nel campionato di Serie C2, campionato nel quale nella stagione 1979-1980 gioca poi altre 7 partite, con la maglia della Rondinella.

## Palmarès

### Club

#### Competizioni nazionali
- Serie D: 1

Pistoiese: 1974-1975